# Polystichum puteicola
Polystichum puteicola är en träjonväxtart som beskrevs av L.B.Zhang, H.He och Q.Luo. Polystichum puteicola ingår i släktet Polystichum och familjen Dryopteridaceae. Inga underarter finns listade.